# Vereinigte VR Bank Kur- und Rheinpfalz
Die Vereinigte VR Bank Kur- und Rheinpfalz eG ist eine deutsche  Genossenschaftsbank mit Sitz in Speyer. Das Geschäftsgebiet mit fast 50 Filialen umfasst große Teile der Vorderpfalz rund um die Städte Speyer, Frankenthal, Grünstadt und Neustadt an der Weinstraße sowie Teile der Kurpfalz auf der badischen Rheinseite mit den Städten Schwetzingen und Hockenheim. Mit einer Bilanzsumme von über 6 Mrd. Euro gehört sie zu den größten Genossenschaftsbanken in ganz Deutschland.

## Geschichte
Im Jahr 1864 gründeten 121 Speyerer Bürger, nach den genossenschaftlichen Ideen des Hermann Schulze-Delitzsch, den „Speyerer Vorschuss-Verein“. 1873 erfolgte die Namensänderung in Speyerer Volksbank eG. Später entwickelte sich die Bank zu einem Kreditinstitut in der Metropolregion Rhein-Neckar, wobei sich der Name im Zuge von Fusionen mit benachbarten Banken mehrmals änderte. Den Namen Vereinigte VR Bank Kur- und Rheinpfalz eG trägt die Bank seit dem letzten Zusammenschluss im Jahr 2019.

### Fusionen
- 1987: Fusion mit der Raiffeisenbank Speyer West
- 1990: Fusion mit der Raiffeisenbank Römerberg-Lingenfeld
- 1996: Fusion mit der Neustadter Volksbank zur  Volksbank Speyer-Neustadt
- 1999: Fusion mit der Volksbank Hockenheim und Raiffeisenbank Haßloch-Meckenheim zur Volksbank Speyer-Neustadt-Hockenheim
- 2007: Fusion mit der Volksbank Bezirk Schwetzingen zur Volksbank Kur- und Rheinpfalz
- 2011: Fusion mit der Raiffeisenbank Schifferstadt
- 2019: Fusion mit der RV Bank Rhein-Haardt in Lambsheim zur Vereinigten VR Bank Kur- und Rheinpfalz eG
- 2021: Fusion mit der Raiffeisenbank Freinsheim eG[3]

## Engagement für die Region
Die Bank unterstützt alljährlich gemeinnützige Organisationen durch Spenden und leistet damit einen wichtigen Beitrag zur Verbesserung der Lebensqualität für die Menschen in der Region. Im Jahr 2019 belief sich die Höhe dieser Zuwendungen auf rund 268.000 Euro.
Ein weiterer Meilenstein im gesellschaftlichen Engagement der Bank war die Gründung der Volksbank Kur- und Rheinpfalz STIFTUNG im Jahr 2016. Diese Dachstiftung ermöglicht es einerseits Privatpersonen, bei minimalem Aufwand und ohne administrative Folgeaufgaben eine eigene Stiftung zu verwirklichen – auch bei kleinerem Vermögen. Andererseits werden gemeinnützige Organisationen in der Region auch direkt durch Spenden aus den Erträgen des Stiftungsvermögens unterstützt.
Daneben existieren noch zwei Stiftungen, die von Vorgängerinstituten gegründet wurden:
- Stiftung der ehemaligen Raiffeisenbank eG Maxdorf
- Stiftung der ehemaligen RV Bank Frankenthal eG

## Ausbildung
Die Bank beschäftigt etwa 40 Auszubildende, hauptsächlich im Berufsbild Bankkaufmann/Bankkauffrau sowie Studenten im dualen Studium der Fachrichtung Bachelor of Arts - Banking and Finance.

## Private Banking
Die denkmalgeschützte Villa Körbling in Speyer wurde im Jahr 2011 von der Bank erworben und aufwendig saniert. In den Räumen befindet sich ein Beratungszentrum für die Betreuung von vermögenden Kunden (Private Banking).